# Николај Машкин
Николај Александрович Машкин (рус. Николай Александрович Машкин; Соколки, 28. јануар 1900 — Москва, 15. септембар 1950) је био руски историчар антике, стручњак за историју старог Рима. Дипломирао је на Московском универзитету 1921. године. Од 1941. је шеф одељења за античку историју Московског института историје, филозофије и књижевности. Доктор историјских наука од 1942, а од 1943. је професор Московског универзитета, шеф одељења за античку историју и шеф одељења за античку историју на Институту за историју Совјетског Савеза. Био је главни уредник Весника античке историје.